# 凯瑟琳·唐尼
凯瑟琳·唐尼（英語：Katherine Downie，1996年1月12日—），澳大利亚女子游泳运动员。她曾代表澳大利亚参加2012年夏季残疾人奥林匹克运动会游泳比赛，获得二枚金牌。她也曾参加2014年英联邦运动会。